# Cris Morena

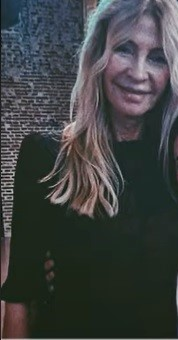

María Cristina De Giacomi (kurz: Cris Morena) (* 23. August 1956 in Buenos Aires) ist eine argentinische Fernsehproduzentin, Schauspielerin, Komponistin, Songwriterin, Musikproduzentin, Fashion-Model und Begründerin der Cris Morena Group.

## Leben
María Cristina De Giacomi wuchs als jüngstes von vier Kindern in einer Mittelschicht-Familie in Palermo, einem Stadtteil von Buenos Aires, auf. Ihr Vater war Ingenieur und ihre Mutter Soziologin. Sie besuchte eine religiöse Privatschule, ehe sie mit 17 Jahren anfing als Model zu arbeiten. In Argentinien war sie das Gesicht von Lee Jeans. Während der Militärdiktatur in Argentinien studierte sie an der Universität Sozialpädagogik.
Außerdem begann sie in dieser Zeit bei Theaterstücken mitzuwirken. Bei Proben zum Stück Voltop lernte sie Gustavo Yanklevich kennen und verliebte sich in ihn. 1974 heiratete sie ihn. Sie hat zwei Kinder, Romina und Tomas.
1980 begann sie Klavier zu spielen und galt zu dieser Zeit als eine der erfolgreichsten Pianistinnen des Landes. Ihre Stücke verbreitete sie über die Songwriter Association Argentinien.
1984 spielte sie bei der Comedyserie Mesa de Noticias mit. Später übernahm sie eine Statistenrolle in Amigos son de los Amigos. Ihren letzten Auftritt hatte sie 1994 in der Telenovela Quereme. Zwei Jahre später ließ sie sich von ihrem Mann scheiden.

### Familie
Gustavo Yanklevich, ihr Ehemann, war Direktor des argentinischen Senders Telefe, den er 2000 verließ und zu RGB International wechselte. María Cristina gründete zur selben Zeit ihr eigenes Unternehmen, die Cris Morena Group. Seit 2004, als die Serie Floricienta gedreht wurde, arbeiten beide Unternehmen zusammen.
Cris Morenas Tochter Romina († 28. September 2010 in Buenos Aires) war wie ihre Mutter Schauspielerin. Sie spielte ihre erste Rolle bei Jugate Conmigo. Weitere Auftritte hatte sie bei der Serie Chiquititas von 1995 bis 1998 und in der Fortsetzung Chiquititas: Ricon da Luz im Jahr 2001. Diese Serie wurde von ihrer Mutter produziert.
Ihr Sohn Tomas studierte an der University of Southern California. Er arbeitet für RGB und die Cris Morena Group und wirkte außerdem bei Bandanas Album Vivir Intendando als Art Director mit. Im Dezember 2008 heiratete er Sofia Recca.

## Produktionen (Auswahl)

### Serien und Filme
- 1994: Jugate Conmigo
- 1995–1998: Chiquititas
- 2001: Chiquititas: Rincon da Luz
- 1998: Verano del ’98
- 2002: Rebelde Way (2006: auch in Deutschland ausgestrahlt)
- 2004: Rebelde (mexikanische Version von Rebelde Way)
- 2004: Floricienta
- 2007: Casi Angeles

### Musik
- 2002: Erreway – Señales
- 2003: Erreway – Tiempo
- 2004: Erreway – Memoria

## Auszeichnungen
- Martín Fierro Award (gewonnen)
- CAPIF Award (gewonnen)
- Gardel Award (gewonnen)
- Latin Grammy Award (nominiert)